# Vlach Romani
Vlach Romani of Vlax Romani (řomani čhib) is een Indo-Arische taal die door Roma gesproken wordt.
Sommigen zeggen dat het Vlach Romani bij de Romanitaal hoort. Vlax Romani heeft circa 1,5 miljoen sprekers, waarvan 400.000 in Bosnië en Herzegovina en circa 250.000 in Roemenië. De Bulgaarse volkstelling van 2011 telde 1837 sprekers van het Vlach Romani, oftewel 0,6% van de Roma in Bulgarije. De ISO-code bij iso2 is rom en bij iso3 rmy.

## Alfabet
Vlax Romani maakt gebruik van het Latijns schrift, met een paar extra tekens.